# Cathorops variolosus
Cathorops variolosus är en fiskart som först beskrevs av Valenciennes, 1840.  Cathorops variolosus ingår i släktet Cathorops och familjen Ariidae. Inga underarter finns listade i Catalogue of Life.